# ダイアン・トウラー

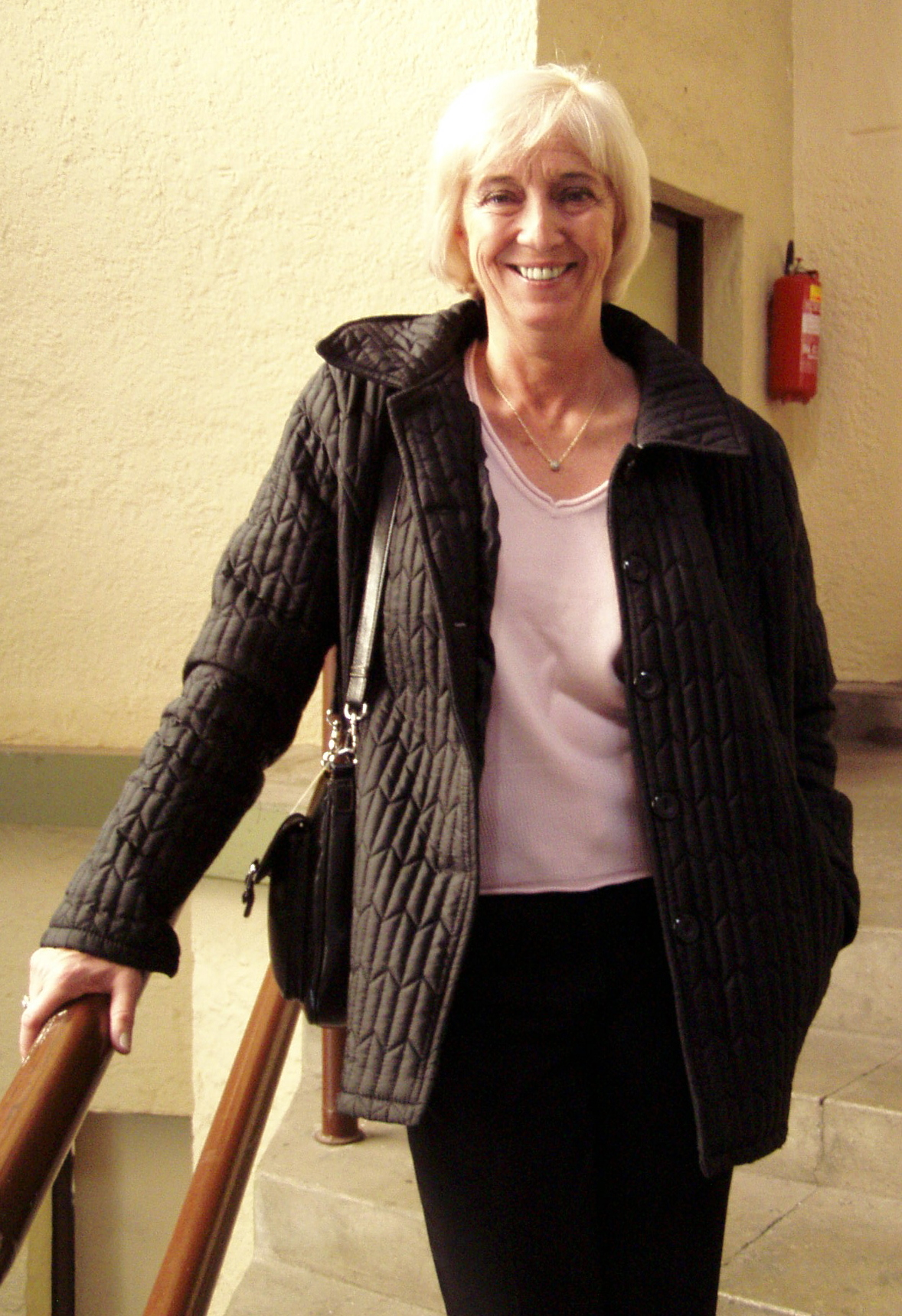
ダイアン・トウラー、2006年

ダイアン・トウラー（英語: Diane Towler, 1946年12月16日 - , 結婚後の姓はグリーン）は、イギリス出身の女性アイスダンス選手で、のちにコーチ。娘はアイスダンス選手のフィリッパ・トウラー＝グリーン。
1966年、1967年、1968年、1969年世界フィギュアスケート選手権優勝。パートナーはバーナード・フォード。

## 経歴
- 1946年ロンドンに生まれる。
- バーナード・フォードと組み、1963-1964年シーズンから国際大会へ出場。
- 1966年、1967年、1968年、1969年ヨーロッパフィギュアスケート選手権優勝。
- 1966年、1967年、1968年、1969年世界フィギュアスケート選手権優勝。
- 競技引退後はプロとして活動、のちにコーチとしても活躍している。

## 主な戦績
| 大会/年    | 1963-64 | 1964-65 | 1965-66 | 1966-67 | 1967-68 | 1968-69 |
| ---------- | ------- | ------- | ------- | ------- | ------- | ------- |
| 世界選手権 | 13      | 4       | 1       | 1       | 1       | 1       |
| 欧州選手権 |         | 4       | 1       | 1       | 1       | 1       |